# Шерифович, Мария
Ма́рия Шери́фович (серб. Марија Шерифовић / Marija Šerifović; род. 14 ноября 1984, Крагуевац) — сербская певица, победительница конкурса «Евровидение» 2007 года с песней «Молитва» на сербском языке.
Выпустила первый альбом «Нај, најбоља» в 2003 году, второй, «Без љубави» (рус. Без любви), в 2006 году, а в 2008 году вышел «Нисам анђео» (рус. Я не ангел).

## Биография
Мария Шерифович родилась 14 ноября 1984 года в Крагуеваце, Сербия. Её мать — известная сербская фольклорная певица Верица Шерифович. Отец Марии — Райко Шерифович — музыкант-ударник, имел турецкие корни. Не одно поколение семьи Шерифович было связано с музыкой.
Впервые Мария выступила на публике в 12 лет с песней Уитни Хьюстон I will Always Love You. Мария окончила музыкальную школу в Крагуеваце. После окончания средней школы живёт в Белграде.

## Карьера
В 2003 году вышел дебютный альбом Марии Шерифович Naj, najbolja (серб. «Самый, самый лучший»), что ознаменовало начало её музыкальной карьеры. Самым большим хитом альбома стала песня Znaj da znam (серб. «Знай, что я знаю»), написанная Дарко Димитровым. В том же году Мария участвовала на Budva-фестивале с песней Дарко Димитрова Gorka čokolada (серб. «Горький шоколад»). В 2004 году она приняла участие на том же фестивале с песней Bol do ludila и заняла первое место. Песня занимала высокие строчки чартов.
Летом 2005 года Мария выпустила сингл Agonija, который являлся кавер-версией песни I believe it греческой суперпевицы Деспины Ванди. На Beovizija-2005, а затем в полуфинале национального предварительного отбора Сербии и Черногории на конкурс Евровидение — Evropesma, Мария исполнила песню Ponuda (серб. «Предложение»), и заняла 18-е место.
В том же году она была фаворитом и выиграла на Сербском фестивале радио с песней U nedelju (серб. «В воскресенье»), написанной Леонтиной Вукоманович. Она также получила награду за лучший вокал.
Второй альбом Марии Шерифович — «Bez ljubavi» (серб. «Без любви») был выпущен в 2006 году, и был очень успешным. В начале 2007 года был выпущен сингл под названием Bez tebe (серб. «Без тебя»).
21 февраля 2007 года состоялся первый сольный концерт Марии Шерифович, который посетила четырёхтысячная аудитория.
8 марта 2007 года выиграла на конкурсе Beovizija-2007 с песней «Молитва», набрав наибольшее количество голосов в ходе объединённого голосования жюри и телеаудитории. И таким образом была квалифицирована как первый представитель ставшей недавно независимой Сербии на европейском конкурсе «Евровидение-2007» в Хельсинки, Финляндия. Песня была также записана на английском, финском и русском языках.
В ходе предварительного тура посетила Боснию и Герцеговину, Хорватию, Македонию, Швейцарию и Грецию.
10 мая состоялся полуфинал «Евровидения-2007», 12 мая — финал. В полуфинале Сербия была под 15 номером. В финале Шерифович выступала под 17-м номером после Германии и перед Украиной и заняла первое место на конкурсе. В качестве бэк-вокалисток выступала группа Beauty Queens.
По возвращении Марии Шерифович в Белград в аэропорту имени Николы Теслы её приветствовало около 100 тысяч человек.

## Личная жизнь
Её отец ушёл из семьи ещё до рождения дочери, а до этого регулярно избивал мать и напивался. У Марии есть единокровный брат Даниель Павлович, также певец.
В 2013 году Шерифович призналась, что является лесбиянкой.

## Альбомы
- 2003: Naj, Najbolja
- 2006: Bez Ljubavi
- 2008: Nisam Anđeo
- 2009: Anđeo
- 2014: Hrabro
- 2023 Dolazi ljubav
- 2024 Uvek si mi govorila

## Фестивали
- 2003, 2004: Budva-фестиваль
- 2005: Beovizija-2005, Сербский фестиваль радио
- 2015: Славянский базар, член жюри